# Lampazos de Naranjo
Lampazos de Naranjo ist eine Stadt (ciudad) und Sitz des gleichnamigen municipio im Nordwesten des mexikanischen Bundesstaats Nuevo León.

## Geografie
Der Ort mit gut 5000 Einwohnern liegt nordwestlich von Vallecillo und zwischen Monclova im Westen und dem etwa 60 km entfernten Nuevo Laredo am Rio Grande und der Grenze zu den Vereinigten Staaten im Nordosten.

## Geschichte
Der Ort wurde 1698 als San Antonio de la Nueva Tlaxcala y misión de Nuestra Señora de los Dolores de la Punta de Lampazos gegründet und 1877 in Villa de Lampazos abgekürzt.
1870 gab es hier einen der letzten Übergriffe der Comanchen gegen Siedler.
Seit 1977 besitzt Lampazos de Naranjo den Status einer Stadt.

## Geologie
In der Grube Flor de Peña wurde 1932 erstmals das seltene Mineral Legrandit entdeckt.

## Persönlichkeiten
- Leonardo Márquez (1820–1913), General
- Andrea Villarreal (1881–1963), Frauenrechtlerin
- Teresa Villarreal (1883–?), Frauenrechtlerin

## Städtepartnerschaft
Es besteht eine Partnerschaft zu Laredo,  Texas, USA.